# Giovanni Battista Doni

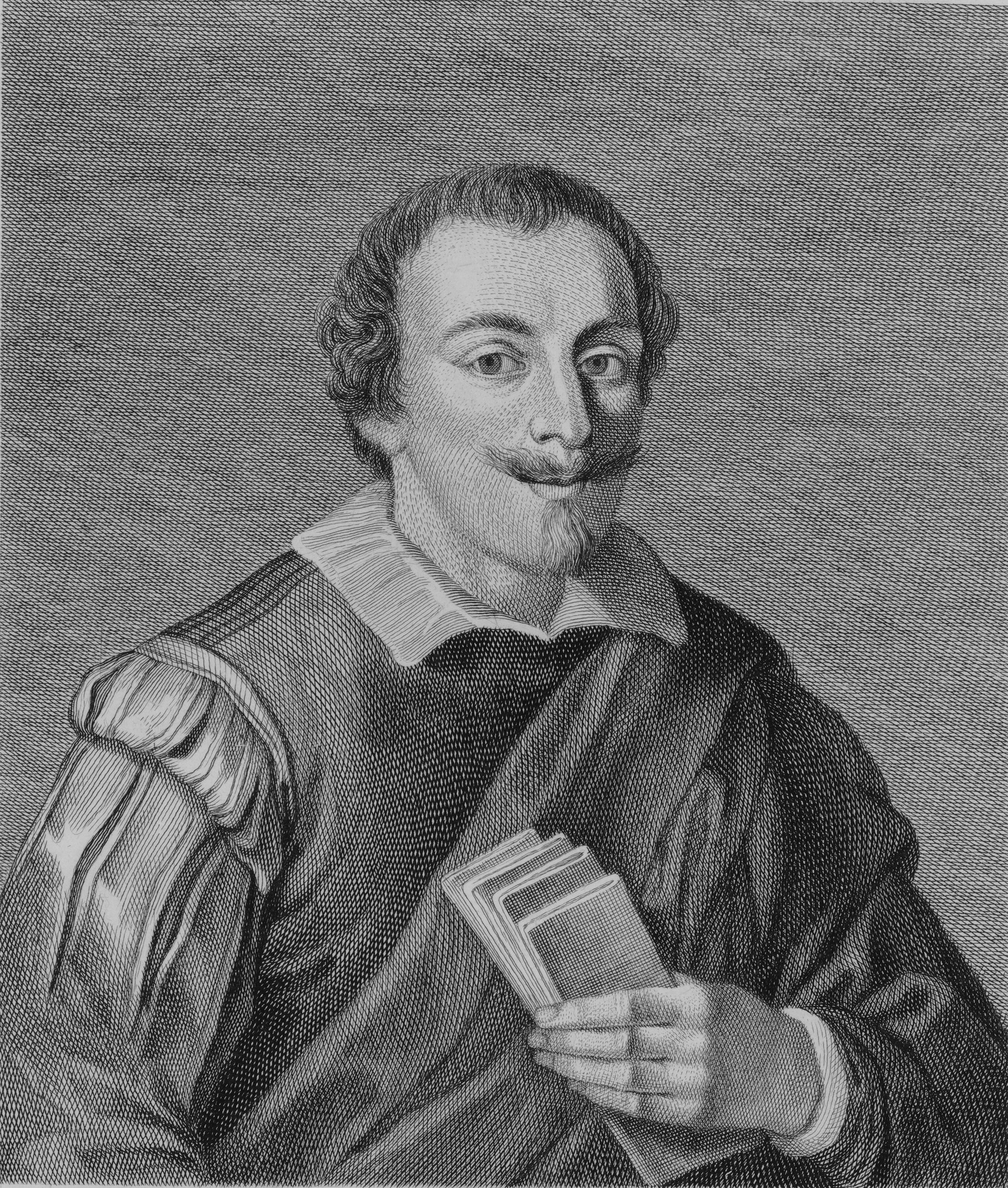
Giovanni Battista Doni.

Giovanni Battista Doni (c. 1593-1647) fue un musicólogo italiano que realizó amplios estudios sobre música antigua. Conocido, entre otros trabajos, por haber cambiado el nombre de la nota ut (C) renombrándola do sobre la base de Dominus o Señor, o tal vez de su propio apellido, para facilitar el solfeo. 

## Biografía
Nacido en Florencia, estudió griego, retórica, poesía y filosofía en Bolonia y en la Universidad de La Sapienza en Roma. Recibió un doctorado de la Universidad de Pisa, y fue elegido para acompañar al cardenal Neri Corsini a París en 1621, donde conoció a Marin Mersenne y otros literatos.
A su regreso a Florencia en 1622 entró al servicio del cardenal Francesco Barberini, y viajó con él a Roma, donde Barberini asumió como decano del colegio cardenalicio. Luego lo acompañó en giras por Madrid y París. Doni hizo buen uso de las oportunidades surgidas en estos viajes para adquirir conocimientos exhaustivos sobre música antigua. Entre otras invenciones, fue el creador de una doble lira que llamó Lira Barberina en honor de su mecenas, también conocida como Amficordio o Barbitono.
Luego de la muerte de su hermano en 1640, volvió a Florencia, donde contrajo matrimonio, y permaneció como profesor en la Universidad de Florencia.

## Obra
- Compendia del trattato de' generi et de' modi della musica (1635)
- Annotazioni sopra il compendio (1640)
- De praestantia musicae veteris (1647)
- Una descripción de la Lira Barberina se publicó en 1763.